# Роговое (Крым)
Рогово́е (до 1948 года Муну́с; укр. Рогове, крымскотат. Munus, Мунус) — исчезнувшее село в Раздольненском районе Республики Крым, располагавшееся на востоке района, в степной части Крыма, присоединено к селу Серебрянка. Фактически располагалось примерно в 1 км юго-восточнее Серебрянки (на месте села серебрянское кладбище) и было, видимо, снесено с переселением жителей в центральную усадьбу хозяйства.

## История
Впервые в доступных источниках поселение, как Мунус Новый (вакуф), встречается в Статистическом справочнике Таврической губернии 1915 года, согласно которому в деревне Мунус Новый (вакуф) Коджамбакской волости Евпаторийского уезда числилось 4 двора с татарским населением в количестве 20 человек приписных жителей и 11 — «посторонних», из которых 17 мужчин и 14 женщин. Жители землёй не владели, на вакуфе числилось 38 десятинами удобной земли. В хозяйствах имелось 36 лошадей, 20 волов, 7 коров и 98 голов мелкого скота.
После установления в Крыму Советской власти, по постановлению Крымревкома от 8 января 1921 года № 206 «Об изменении административных границ» была упразднена волостная система и село вошло в состав Бакальского района Евпаторийского уезда, а в 1922 году уезды получили название округов. 11 октября 1923 года, согласно постановлению ВЦИК, в административное деление Крымской АССР были внесены изменения, в результате которых округа были отменены, Бакальский район упразднён и село вошло в состав Евпаторийского района. Согласно Списку населённых пунктов Крымской АССР по Всесоюзной переписи 17 декабря 1926 года, в селе Мунус Новый, Кадышского сельсовета (в котором село состоит всю дальнейшую историю) Евпаторийского района, числилось 6 дворов, все крестьянские, население составляло 27 человек, все русские. После создания 15 сентября 1931 года Фрайдорфского (переименованного в 1944 году в Новосёловский) еврейского национального района Мунус включили в его состав.
С 25 июня 1946 года Мунус в составе Крымской области РСФСР. Указом Президиума Верховного Совета РСФСР от 18 мая 1948 года, Мунус переименовали в Роговое. 26 апреля 1954 года Крымская область была передана из состава РСФСР в состав УССР. 25 июля 1953 года Новосёловский район был упразднен и село включили в состав Раздольненского района. К 1968 году посёлок Роговое присоединили к селу Серебрянка (согласно справочнику «Крымская область. Административно-территориальное деление на 1 января 1968 года» — в период с 1954 по 1968 годы).